# 간장계란밥
간장계란밥(-醬鷄卵-)은 쌀밥에 프라이하거나 스크램블한 달걀을 올리고, 간장으로 간한 음식이다. 참기름이나 들기름, 버터, 마가린 등을 흔히 곁들이며, 김가루, 참깨를 뿌리기도 한다.

## 같이 보기
- 다마고카케고한
- 볶음밥